# Agnes Block
Agnes Block, también conocida como Agneta Block (29 de octubre de 1629, Emmerich am Rhein – 20 de abril de 1704, Ámsterdam) era una coleccionista de arte y horticultora holandesa. Es conocida como recopiladora de una serie de álbumes con pinturas de flores e insectos de dibujantes famosos que trabajaron para ella.

## Vida y obra

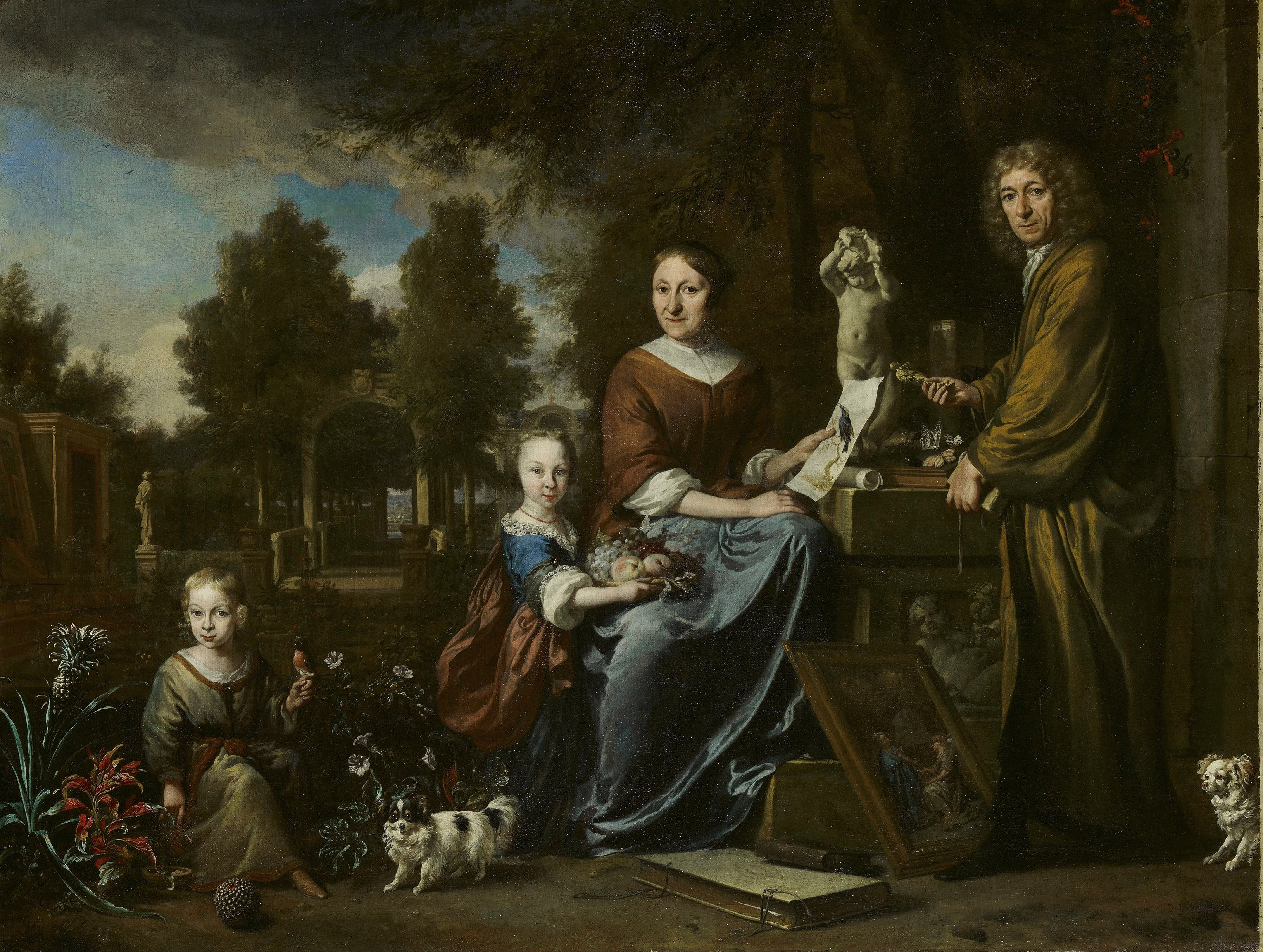
Agnes Block y su jardín "Flora Batava" en Vijverhof, por Jan Weenix.

Agneta Block era la hija de un próspero mercader textil menonita. Se casó en Ámsterdam en 1649 con Hans de Wolff (1613–1670), un mercader de la seda, y después de enviudar, en 1674 volvió a casarse con Sijbrand de Flines (1623–1697). En Ámsterdam, residía en Herengracht, cerca de donde vivía el célebre poeta y dramaturgo Joost van den Vondel (1587–1679), quien se convirtió en un visitante habitual de su casa. Vondel se había casado con Mayken de Wolff, hermana del padre del primer marido de Agnes, y solía comer en casa de Block los viernes. Probablemente fue una de sus influencias más grandes.

### Vijverhof

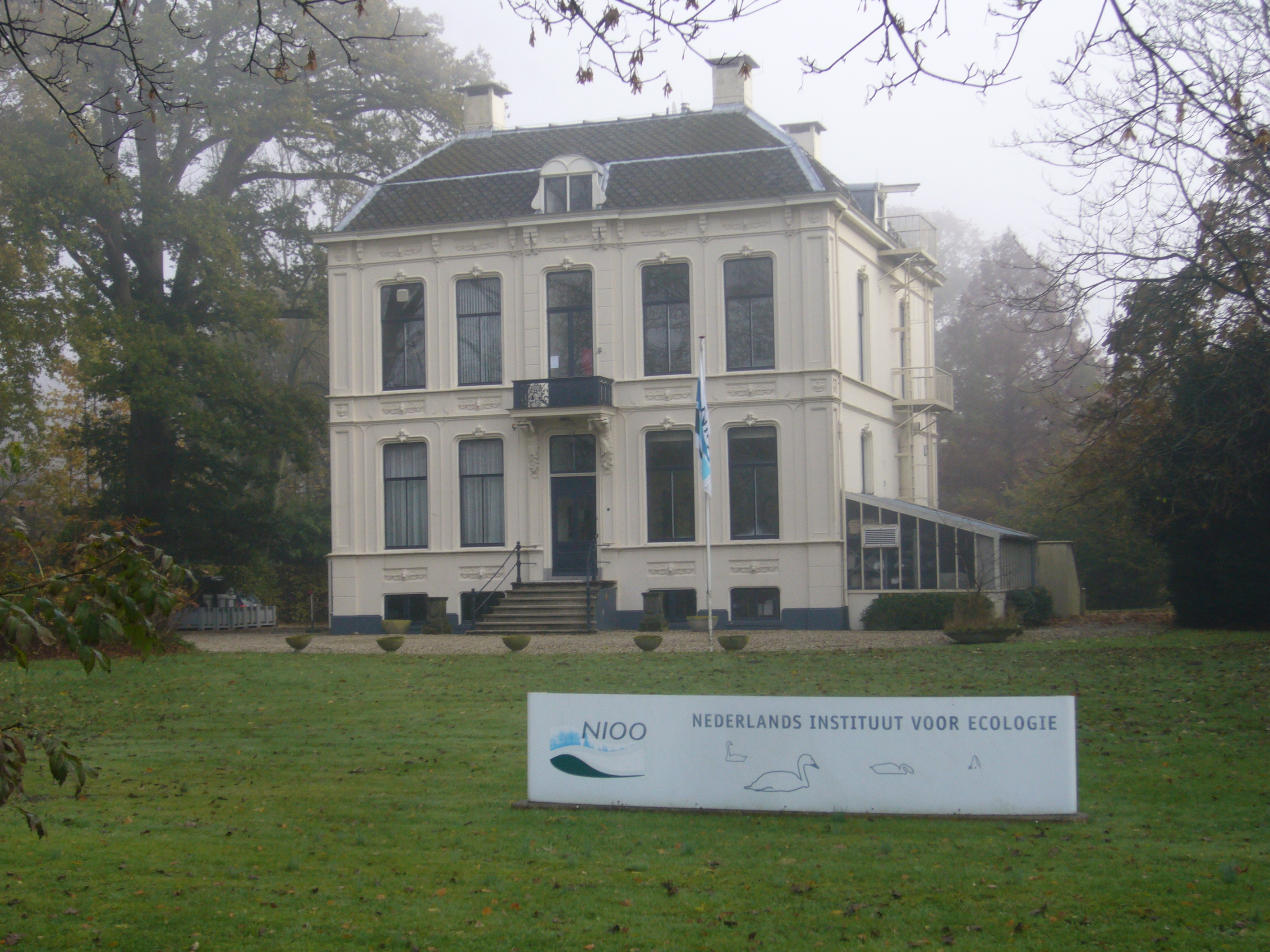
Vijverhof, en la actualidad sede del Instituto Holandés de Ecología.

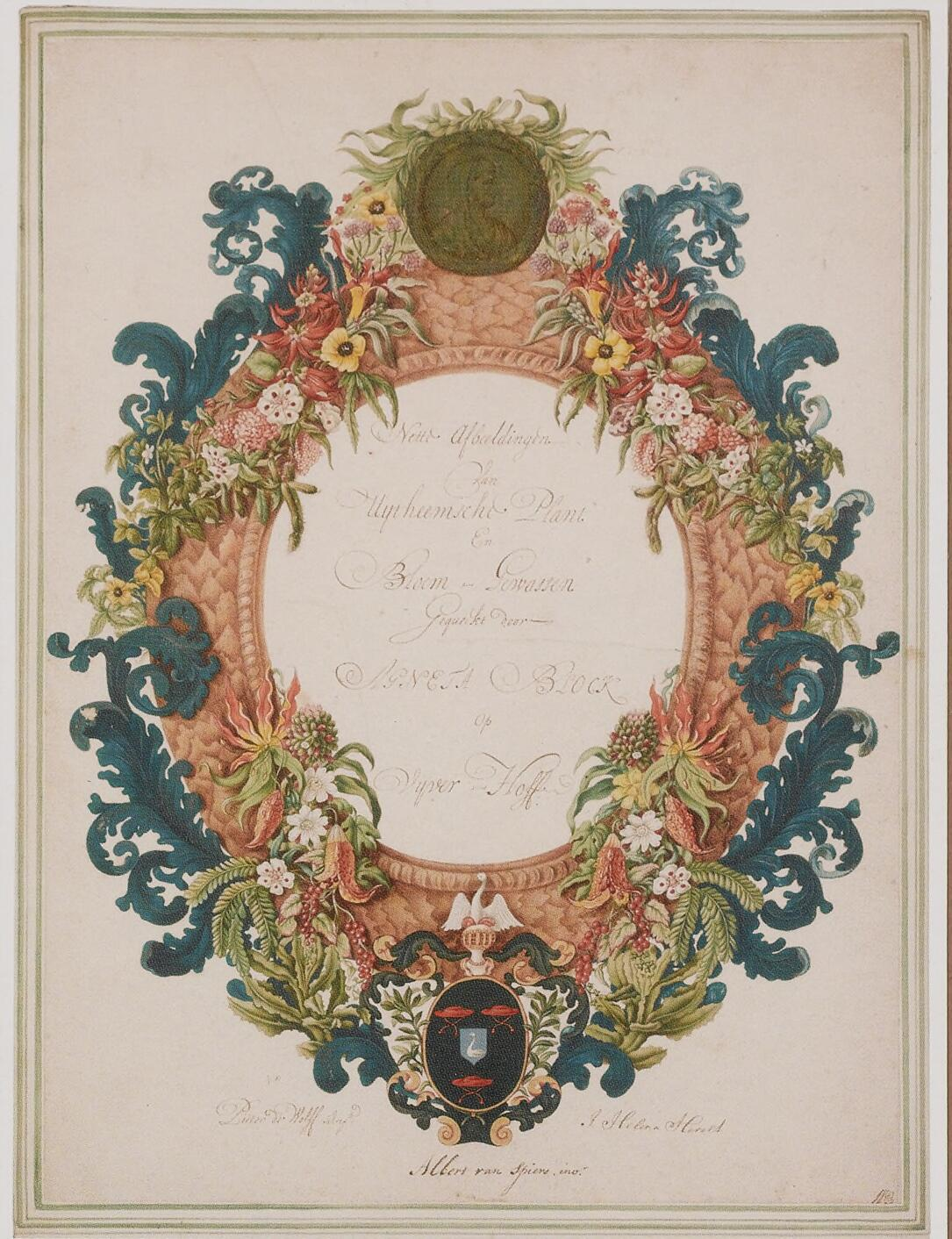
Guirnalda decorativa con un retrato-medallón en la parte superior de Agnes Block basado en una moneda estampada por J. Roscam, y con el escudo de armas familiar al fondo.

Después de la muerte de su primer marido, Agneta compró una propiedad de campo junto al río Vecht en Loenen, y la decoró con una gran colección de curiosidades, incluyendo los jardines, donde se cultivaban plantas exóticas. Disfrutaba dibujando y pintando con acuarela, y los curiosos motivos presentes en su jardín le permitían cultivar esta afición (de hecho, está registrada por el Instituto Holandés de Historia del Arte como artista plástica y pintora, aunque no ha sobrevivido ninguno de sus trabajos). Block contrataba artistas que trabajaban para embellecer sus álbumes. Desafortunadamente, su colección y el jardín no han sobrevivido, pero investigaciones posteriores han localizado muchas de las páginas originales de sus tres álbumes en colecciones posteriores. 
Alida Withoos era -con su hermano Pieter Withoos- uno de los muchos artistas de Hoorn que pintaron plantas mientras residían en Vijverhof. El hijastro de Agnes Block era propietario de una casa de verano en Purmerend, cerca de Hoorn. Otros pintores de Hoorn eran Johannes Bronkhorst, Herman Henstenburgh, y un amigo del padre de Alida, Otto Marseus van Schrieck.
Pintores de otras ciudades que vivieron en Vijverhof e hicieron contribuciones a los álbumes de Block fueron Maria Sibylla Merian, su hija Johanna Helena Herolts-Graff, Pieter Holsteyn II, Nicolaas Juweel (Róterdam, 1639 - Róterdam, 1704), Jan Moninckx, Maria Moninckx, Herman Saftleven, Rochus van Veen, Marino Benaglia Venetiano, y Nicolaes de Vree. Agnes Block mantenía correspondencia regular con otros horticultores como Jan Commelin.

## Vida personal
Ella era Menonita.